# Grand Prix Kanady 1974
Grand Prix Kanady 1974 (oficiálně XIV Labatt's Canadian Grand Prix) se jela na okruhu Canadian Tire Motorsport Park v Ontariu v Kanadě dne 22. září 1974. Závod byl čtrnáctým v pořadí v sezóně 1974 šampionátu Formule 1.

## Závod
| Poř.   | No. | Jezdec               | Konstruktér       | Počet kol | Čas/Odstoupení  | Pořadí na startu | Body |
| ------ | --- | -------------------- | ----------------- | --------- | --------------- | ---------------- | ---- |
| 1      | 5   | Emerson Fittipaldi   | McLaren-Ford      | 80        | 1:40:26.136     | 1                | 9    |
| 2      | 11  | Clay Regazzoni       | Ferrari           | 80        | + 13.034        | 6                | 6    |
| 3      | 1   | Ronnie Peterson      | Lotus-Ford        | 80        | + 14.494        | 10               | 4    |
| 4      | 24  | James Hunt           | Hesketh-Ford      | 80        | + 15.669        | 8                | 3    |
| 5      | 4   | Patrick Depailler    | Tyrrell-Ford      | 80        | + 55.322        | 7                | 2    |
| 6      | 6   | Denny Hulme          | McLaren-Ford      | 79        | + 1 kolo        | 14               | 1    |
| 7      | 55  | Mario Andretti       | Parnelli-Ford     | 79        | + 1 kolo        | 16               |      |
| 8      | 8   | Carlos Pace          | Brabham-Ford      | 79        | + 1 kolo        | 9                |      |
| 9      | 7   | Carlos Reutemann     | Brabham-Ford      | 79        | + 1 kolo        | 4                |      |
| 10     | 19  | Helmuth Koinigg      | Surtees-Ford      | 78        | + 2 kola        | 22               |      |
| 11     | 27  | Rolf Stommelen       | Lola-Ford         | 78        | + 2 kola        | 11               |      |
| 12     | 66  | Mark Donohue         | Penske-Ford       | 78        | + 2 kola        | 24               |      |
| 13     | 2   | Jacky Ickx           | Lotus-Ford        | 78        | + 2 kola        | 21               |      |
| 14     | 26  | Graham Hill          | Lola-Ford         | 77        | + 3 kola        | 20               |      |
| 15     | 21  | Jacques Laffite      | Iso-Marlboro-Ford | 74        | Defekt          | 18               |      |
| 16     | 33  | Jochen Mass          | McLaren-Ford      | 72        | + 8 kol         | 12               |      |
| NC     | 15  | Chris Amon           | BRM               | 70        | Neklasifikován  | 25               |      |
| Ret    | 12  | Niki Lauda           | Ferrari           | 67        | Nehoda          | 2                |      |
| Ret    | 16  | Tom Pryce            | Shadow-Ford       | 65        | Motor           | 13               |      |
| Ret    | 28  | John Watson          | Brabham-Ford      | 61        | Zavěšení        | 15               |      |
| NC     | 14  | Jean-Pierre Beltoise | BRM               | 60        | Neklasifikován  | 17               |      |
| Ret    | 3   | Jody Scheckter       | Tyrrell-Ford      | 48        | Brzdy           | 3                |      |
| Ret    | 17  | Jean-Pierre Jarier   | Shadow-Ford       | 46        | Hřídel          | 5                |      |
| Ret    | 20  | Arturo Merzario      | Iso-Marlboro-Ford | 40        | Zacházení       | 19               |      |
| Ret    | 50  | Eppie Wietzes        | Brabham-Ford      | 33        | Motor           | 26               |      |
| Ret    | 9   | Hans Joachim Stuck   | March-Ford        | 12        | Palivový systém | 23               |      |
| DNQ    | 18  | Derek Bell           | Surtees-Ford      |           |                 |                  |      |
| DNQ    | 22  | Mike Wilds           | Ensign-Ford       |           |                 |                  |      |
| DNQ    | 10  | Vittorio Brambilla   | March-Ford        |           |                 |                  |      |
| DNQ    | 42  | Ian Ashley           | Brabham-Ford      |           |                 |                  |      |
| Zdroj: |     |                      |                   |           |                 |                  |      |

## Průběžné pořadí po závodě
Pohár jezdců
| Pořadí | Jezdec             | Body |
| ------ | ------------------ | ---- |
| 1      | Emerson Fittipaldi | 52   |
| 2      | Clay Regazzoni     | 52   |
| 3      | Jody Scheckter     | 45   |
| 4      | Niki Lauda         | 38   |
| 5      | Ronnie Peterson    | 35   |
| Zdroj: |                    |      |

Pohár konstruktérů
| Pořadí | Konstruktér  | Body    |
| ------ | ------------ | ------- |
| 1      | McLaren-Ford | 70 (72) |
| 2      | Ferrari      | 65      |
| 3      | Tyrrell-Ford | 51      |
| 4      | Lotus-Ford   | 42      |
| 5      | Brabham-Ford | 26      |
| Zdroj: |              |         |